# Ximenia roigii
Ximenia roigii é uma espécie de planta da família Olacaceae. É endémica de Cuba e está ameaçada pela perda de habitat.